# Trichloornitromethaan
Trichloornitromethaan of chloorpicrine is een kleurloze, enigszins olieachtige vloeistof met een scherpe geur. De damp is 5,7 keer zwaarder dan lucht. De stof werd in de Eerste Wereldoorlog door zowel Britten, Duitsers als Fransen ingezet als gifgas. Het wordt dan ook als een chemisch wapen beschouwd en de invoer en uitvoer ervan is aan beperkingen onderhevig. Rusland wordt ervan verdacht het middel in te zetten tegen Oekraïne in de oorlog in Oekraïne.

## Synthese
Trichloornitromethaan kan bereid worden door reactie van nitromethaan met natriumhypochloriet:
{\displaystyle {\ce {CH3NO2 + 3NaOCl -> CCl3NO2 + 3NaOH}}}

## Toepassingen
Trichloornitromethaan wordt in lage concentratie toegevoegd aan geurloze bestrijdingsmiddelen (insecticiden, fungiciden, gassingsmiddelen zoals methylbromide en sulfurylfluoride) als waarschuwingsmiddel. Het wordt ook gebruikt om kleurstoffen en andere chemische stoffen aan te maken.

## Toxicologie en veiligheid
Het is een giftige stof, en een gevaarlijke concentratie kan zeer snel bereikt worden bij verdamping van de stof bij 20 °C. De stof irriteert de ogen, huid en luchtwegen en veroorzaakt tranende ogen. Bij blootstelling aan hoge concentraties kan dodelijk longoedeem optreden. Symptomen bij kortstondige blootstelling zijn: buikpijn, hoesten, diarree, duizeligheid, hoofdpijn, misselijkheid, keelpijn en braken. De symptomen kunnen met vertraging tot uiting komen.